# Landeni Pipin
Landeni Pipin (vagy Peppin, Pipin, Pippin) vagy másik nevén Idősebb Pipin (kb. 580 – 640. február 27.), Austrasia frank királyság majordomusa volt a Meroving király I. Dagobert alatt 623-tól 629-ig. Ugyanezt a címet viselte a következő király, III. Sigebert alatt, 639-től saját haláláig.

## Élete
Apja feltehetően Karlmann, legalábbis ez a név szerepel Fredegár krónikájában, amely az életére vonatkozó legfontosabb forrás. Ragadványneve feltehetően születési helyéből származik, Landen ma Belgiumban található. Emellett nevezik még I. Pipinnek vagy idősebb Pipinnek, hogy megkülönböztessék unokájától, a középső Pipintől, illetve a legfiatalabb Kis Pipintől.
613-ban Burgundia és Austrasia legnagyobb nemesurai megvonták támogatásukat II. Sigebert királytól, illetve régensként uralkodó dédanyjától, Brünhildétől. A nemesurak, akik között ott volt II. Warnachar, Rado, a Metzi egyházmegye püspöke Szent Arnulf és Pipin (e két utóbbit Fredegár úgy jellemezte, mint "Austrasia leghatalmasabb nemesurai"), a szomszédos Neustria királyához, II. Chlotharhoz fordultak és felajánlották neki a régensséget, az egyezséget Andernach-nál kötötték meg. Az egyezség értelmében Rado Austrasia, míg Warnachar Burgundia majordomusa lett, de Pipinnek 623-ig kellett várni jutalmáért, amikor Chlothar fiatalkorú fiát, Dagobertet nevezte ki Austrasia királyának és Pipin az ő majordomusa lett, míg barátja, Arnulf, a király tanácsadója lett.
Pipint a korabeli források mint jó és bölcs uralkodót jellemezték. Ellenségei elérték, hogy 629-ben Chlothar halála után Dagobert Orléans-ba száműzte, de annak halála után, 639-ben visszatért és ismét megkapta a majordomusi címet Dagobert utóda, III. Sigebert és II. Klodvig alatt. Pipin felügyelte Dagobert örökségének felosztását fiai, Sigebert és Klodvig, valamint mostohaanyjuk, Nanthild között. Sigebert számára biztosította az őt megillető részt, mivel szoros barátság fűzte a burgundi majordomushoz, Aega-hoz.
Pipin annyira népszerű volt a frank területeken, hogy bár hivatalosan sosem avatták szentté, de időnként mégis a szentek névsorában említették és február 21-én ünnepelték.

## Családja és leszármazottai
Felesége Szent Itta vagy másik nevén Ittaberga (592 - 652), aki 650-ben megalapította a nivelles-i apátságot.
- Begga (? - 693)[5][6] Férje Metzi Arnulf érsek fia, Ansegisel (? - 662)
- Grimoald (615 - 657). Apja halála után örökölte annak majordomusi címét,[7] III. Sigebert uralkodása alatt.[8] Az öröklést vitatta Otto,[9] a kiskorú király gyámja, de Sigebert uralkodásának 10-ik évében (650) Lothár alamann gróf[10] csatában megölte.[11] 656-ban Sigebert halála után megpróbálta a királyi trónt saját fia számára megszerezni, de a neustriai nemesek, akikek feldühített, hogy beleavatkozott a trónöröklésbe, Párizs közelében elfogták, megkínozták és lefejezték.
- Gertrudis (? - 659. március 17.)[12] Anyjával együtt alapította meg a nivelles-i apácazárdát, majd annak főnökasszonya volt.[13][14]